# Timgad
Timgad (en árabe تيمقاد, también llamada Thamugadi o Thamugas por los romanos) fue una ciudad colonial romana situada en el Norte de África, a unos 35 km de la ciudad de Batna, en la actual Argelia. Sus ruinas son notables por ser uno de los mejores ejemplos conservados del planeamiento urbano romano en cuadrícula usado en sus colonias, hasta el punto de ser llamada como "la Pompeya del Norte de África".
Se ubica en las coordenadas 35°29′03″N 6°28′07″E / 35.48417, 6.46861, y fue declarada Patrimonio de la Humanidad por la Unesco en el año 1982.

## Historia
La ciudad fue fundada ex nihilo por el emperador Trajano en torno al año 100 como una colonia militar, principalmente como un bastión contra los bereberes de las cercanas montañas Aurés. La nombró como Colonia Marciana Ulpia Traiana Thamugadi, en honor de su madre Marcia, su hermana mayor Ulpia Marciana y su padre Marco Ulpio Trajano (Thamugadi es el nombre bereber del lugar donde se construyó la ciudad).
Su población original consistió en su mayoría en los veteranos del ejército romano procedentes de la frontera parta, recompensados con tierras en la nueva ciudad por sus años de servicio.

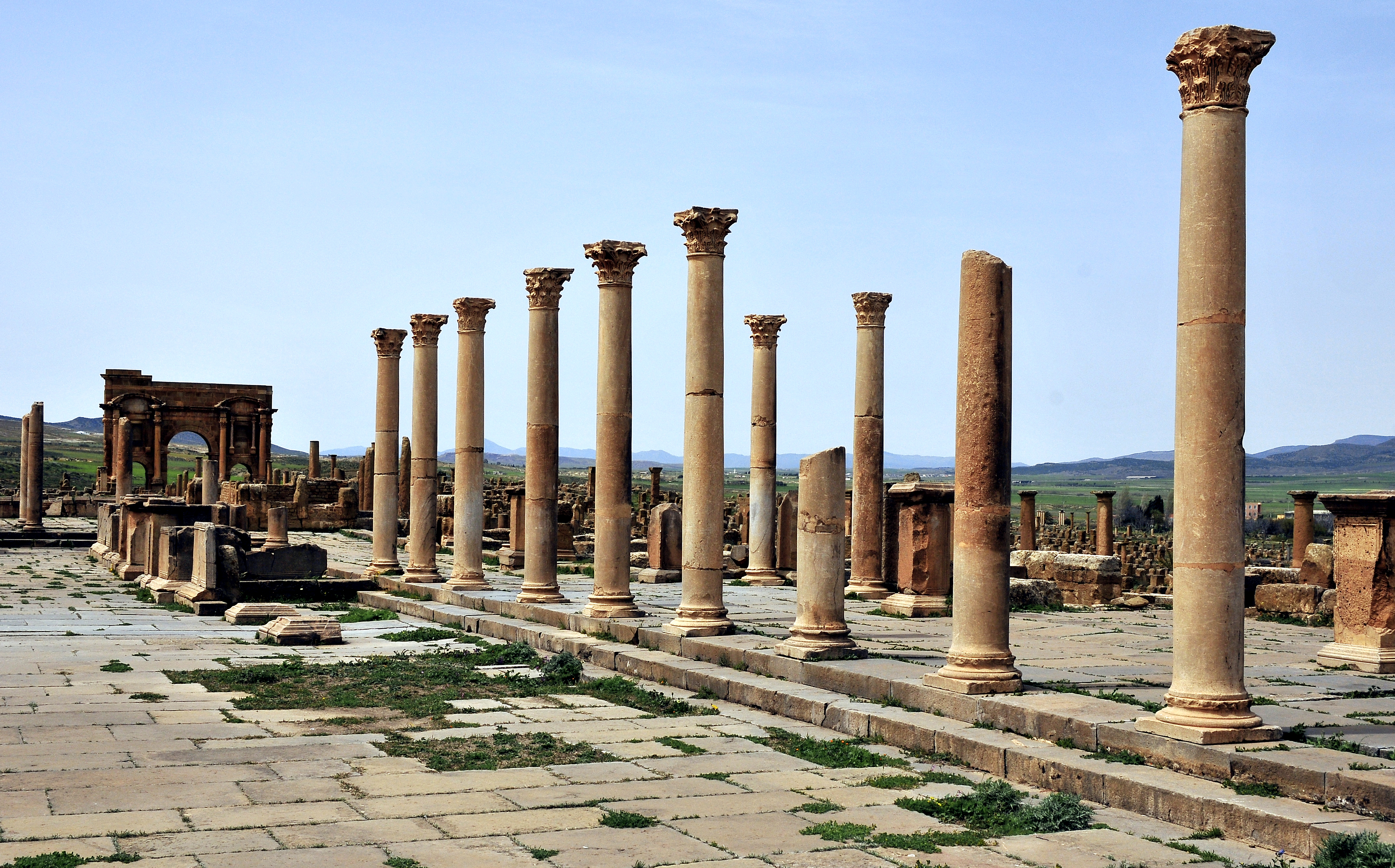
Columnas en Timgad.

La ciudad conoció una existencia pacífica a lo largo de sus primeros siglos, convirtiéndose en un centro de actividad cristiana a principios del siglo III, y en un núcleo donatista en el IV.
En el siglo V la ciudad fue saqueada por los vándalos antes de caer en declive. En el año 535 el general bizantino Salomón dirigió una expedición militar para recuperar la ciudad, que fue repoblada como centro cristiano. Esta nueva etapa duró apenas un siglo, cuando fue saqueada por los bereberes en el siglo VII y definitivamente abandonada. La ciudad desapareció así de la historia hasta su hallazgo y excavación en el año 1881.
El hecho de que la ciudad no fuese reocupada tras el siglo VII hizo posible su buen estado de conservación actual, unido a la expansión del desierto del Sahara, que sepultó la ciudad bajo una capa de arena de un metro de grosor, cubriendo las estructuras y el área circundante, muy fértil y apta para la agricultura en el momento de su fundación.

## Características

Mapa del yacimiento arqueológico de Timgad.

Localizada en la intersección de seis caminos, la ciudad fue amurallada pero no fortificada. Diseñada originalmente para una población de 15.000 personas, la ciudad sobrepasó rápidamente sus especificaciones originales y creció más allá de la rejilla ortogonal, en forma menos organizada.
El diseño en cuadrícula es perfectamente visible en el trazado ortogonal de la ciudad, destacando el decumano y el cardo al estar delineados mediante una columnata corintia parcialmente restaurada. El cardo no atraviesa completamente la ciudad, sino que intersecciona al decumano en un foro.
En el extremo occidental del decumano se yergue un arco del triunfo de 12 m de altura, denominado el arco de Timgad o el arco de Trajano, una denominación muy habitual en el mundo romano para designar a otros arcos del triunfo impulsados por Trajano. La estructura, que fue parcialmente restaurada en 1900, está realizada en arenisca y consiste en tres arcos flanqueados por columnas corintias, midiendo el central de ellos más de tres metros de anchura.
También existe un Templo Capitolino consagrado a Júpiter, con unas dimensiones similares a las del Panteón de Roma. Cerca se ubica una iglesia cuadrada con ábside circular que data del siglo VII, y al sudeste de la ciudad, una ciudadela bizantina erigida en los últimos años de ocupación de Timgad.
Otros edificios destacados en la ciudad son un teatro de 3500 localidades, en muy buenas condiciones y que incluso se utiliza en la actualidad para representaciones teatrales, así como cuatro termas, una biblioteca y una basílica.

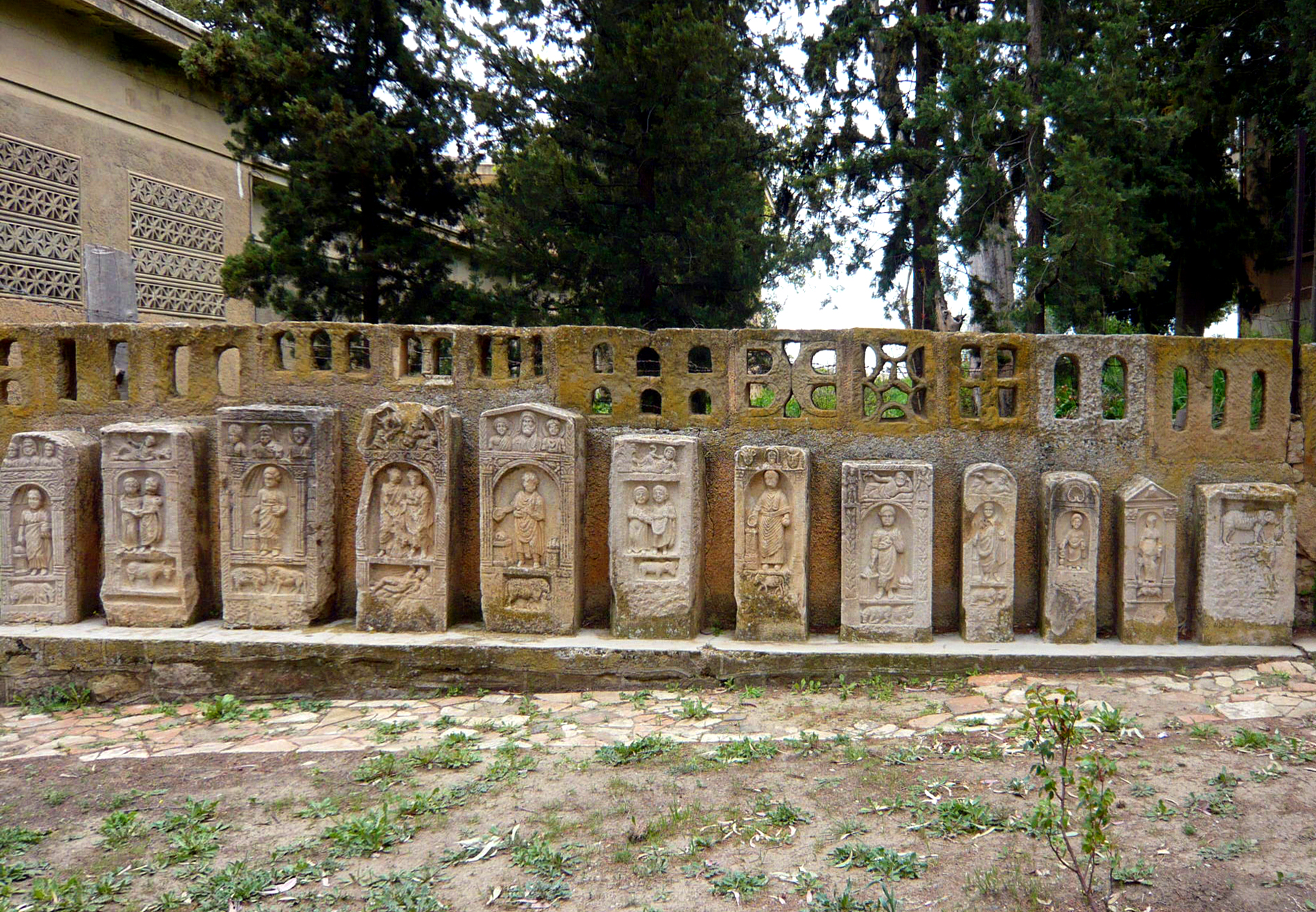
Estelas funerarias.

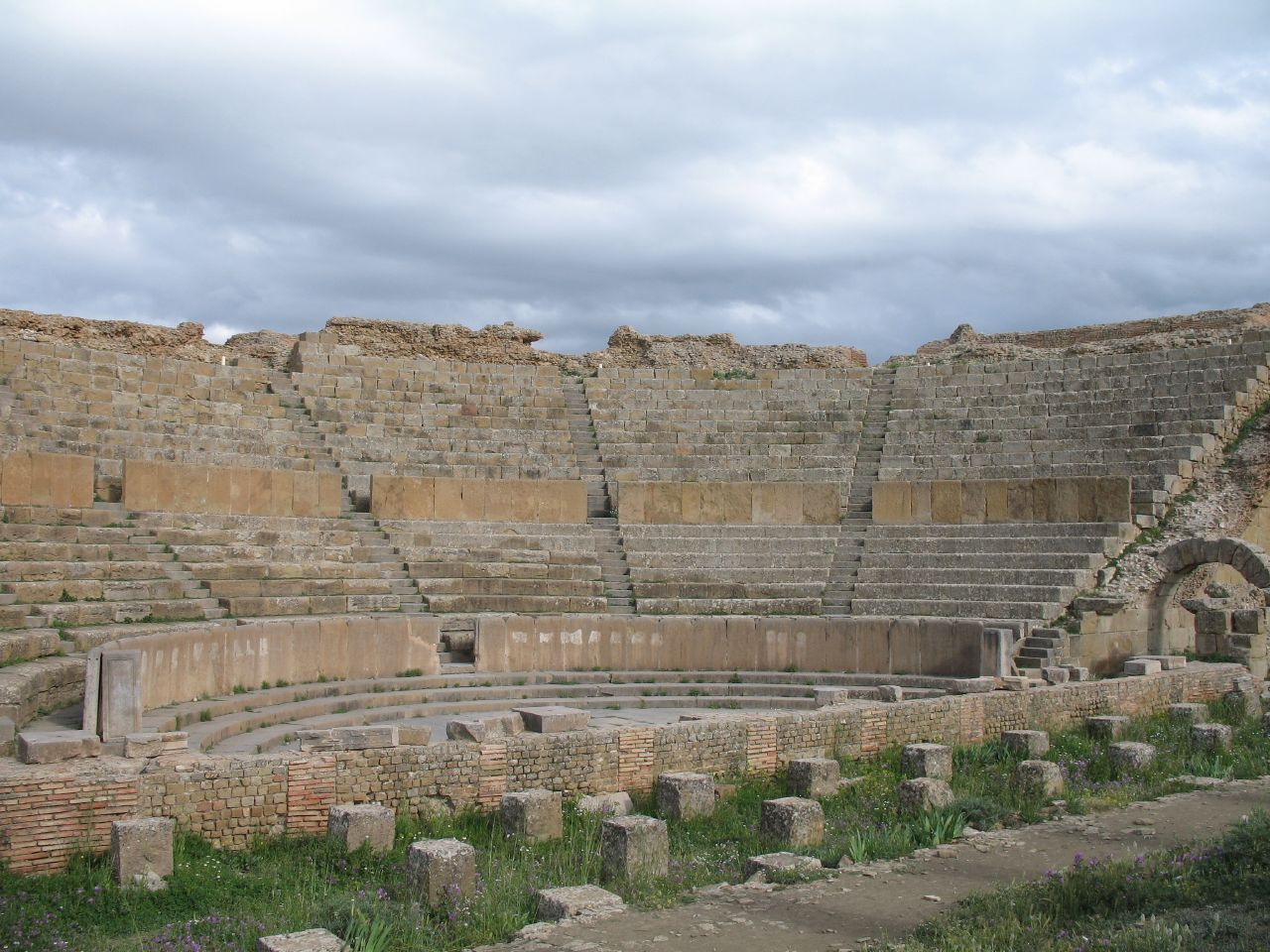
Teatro romano de Timgad.